# Vici Properties
Vici Properties est une société de placement immobilier (REIT) spécialisée dans les propriétés de casino, dont le siège est à New York. Elle a été créée en 2017 en tant que scission de Caesars Entertainment Corporation dans le cadre de sa réorganisation en cas de faillite. Elle possède 53 casinos, hôtels, hippodromes et 4 terrains de golf aux États-Unis et au Canada.

## Histoire
La société a été créée le 15 janvier 2015 lorsque la filiale de l'opérateur de casino Caesars Entertainment Corporation, Caesars Entertainment Operating Company, Inc., a été contrainte de déposer le bilan en raison de dettes dépassant 10 milliards de dollars,. Cependant, les investisseurs ont obligé la société mère à assumer la responsabilité afin de recouvrer les dettes qu'elle devait. Caesars a proposé que la société devienne deux sociétés, une REIT propriétaire des casinos et une société qui les exploite, afin de fournir un maximum de dividendes aux investisseurs et créanciers grâce à des règles fiscales favorables aux REIT. Plusieurs membres du Congrès des États-Unis ont critiqué cela et ont fait valoir qu'il s'agissait d'un abus des lois régissant les REIT. Ils ont également exigé que le secrétaire au Trésor des États-Unis, Jacob Lew, et l'Internal Revenue Service (IRS) des États-Unis agissent. Vici Properties a été officiellement constituée le 6 octobre 2017, date à laquelle elle possédait 19 casinos, quatre terrains de golf et une arène équestre, tous loués à Caesars pour un loyer annuel de 630 millions de dollars. En décembre, Vici a acquis le casino Harrah's de Las Vegas auprès de Caesars pour 1,14 milliard de dollars, mais l'a immédiatement reloué pour 87,4 millions de dollars par an. En janvier 2018, son concurrent MGM Growth Properties a fait une offre sur eux d'une valeur pouvant atteindre 5,85 milliards de dollars, une offre rejetée par Vici. In April 2022, Vici acquired MGM Growth Properties for $17.2 billion